# Andrea Romano
Pour les articles homonymes, voir Romano.
Andrea Romano (né le 10 mai 1967 à Livourne) est un historien et un homme politique italien.

## Biographie
Lors des élections générales italiennes de 2013, Andrea Romano est élu député avec la liste  Choix civique. C'est le dirigeant d'Italia futura.